# Triquetrella tristicha
Triquetrella tristicha là một loài Rêu trong họ Pottiaceae. Loài này được (Müll. Hal.) Müll. Hal. miêu tả khoa học đầu tiên năm 1897.